# Khalil Chérif Pacha
Khalil Chérif Pacha (en arabe: خليل شريف باشا)(en turc moderne : Halil Şerif Paşa), aussi appelé Khalil-Bey ou Khalil Bey, né le 20 juin 1831 au Caire et mort le 12 janvier 1879 à Constantinople, est un diplomate et homme politique ottoman, célèbre collectionneur de tableaux.

## Biographie
Khalil est né en 1831 au Caire, en Égypte ottomane, dans la résidence du vice-roi Méhémet-Ali. Il est le fils de Mehmed Şerif Pacha, officier de l'armée égyptienne, né à Kavala dans la Macédoine ottomane, mort en 1865. Khalil, de même que ses frères Ali Pacha Chérif (en) (1834-1897) et Osman, étudie à l'École militaire égyptienne, établissement fondé à Paris en 1844 par décision de Méhémet Ali. En 1855, Khalil reçoit son premier poste officiel comme commissaire de l'Exposition universelle à Paris. En 1856, il entre dans les services diplomatiques de l'Empire ottoman ; il fait partie des négociateurs à la fin de la guerre de Crimée. Il est ensuite ambassadeur en Grèce puis en Russie et, dans ces différents postes, commence à collectionner des œuvres d'art. Vers 1865, il se retire du service et s'installe à titre privé à Paris, rue Taitbout. Sa compagne est alors Jeanne de Tourbey, future comtesse de Loynes. 
Pour payer ses dettes de jeu, Khalil-Bey est contraint de vendre sa collection de tableaux lors d'une vente aux enchères à Paris le 16 janvier 1868. Le catalogue de cette vente est préfacé par Théophile Gautier. On citera, outre les tableaux présentés ci-dessous, Les Amateurs de peinture de Meissonnier, Paris, musée du Louvre, n° 43 de la vente. Chevaux à la fontaine de Delacroix, Philadelphie, Philadelphia Museum of Art. Paysage aux chasseurs de canards de Philips Wouwermans, commerce d'art, n° 89. 
Si Le Sommeil qui fait partie du catalogue a été vendu au collectionneur Jean-Baptiste Faure, l'Origine du monde, second tableau de Courbet acheté conjointement en 1866, a très probablement été vendu  sous le manteau (compte tenu de son caractère pornographique) à l'antiquaire Antoine de la Narde qui le masquera plus tard (vers 1875) derrière un autre tableau de Courbet représentant le Château de Blonay. 
L'identité du modèle qui a posé pour l'Origine du monde a fait l'objet de nombreuses supputations ; les noms  de Jeanne de Tourbay et Joanna Hifferman ont notamment été avancés. Claude Schopp, dans un livre paru en octobre 2018, affirme qu'il s'agit de Constance Quéniaux (1832-1908), danseuse à l'opéra de Paris jusqu'en 1859 et maîtresse de Khalil-Bey. Dans une correspondance d'Alexandre Dumas fils à George Sand, il a trouvé un indice qu'il pense décisif : Dumas, en parlant de Courbet dont il ne partageait pas la position vis-à-vis de la commune de Paris, écrit "On ne peint pas de son pinceau le plus délicat et le plus sonore, l'intérieur de Mlle Queniault de l'Opéra" , ce qui pour C. Schopp est une allusion au scandaleux tableau de nu pour lequel elle aurait posé. Si cette hypothèse reste à prouver, il est possible que  C. Quéniaux ait posé pour le personnage de la femme brune du Sommeil, l'autre tableau de Courbet acheté par Khakil-Bey, car la ressemblance est frappante.

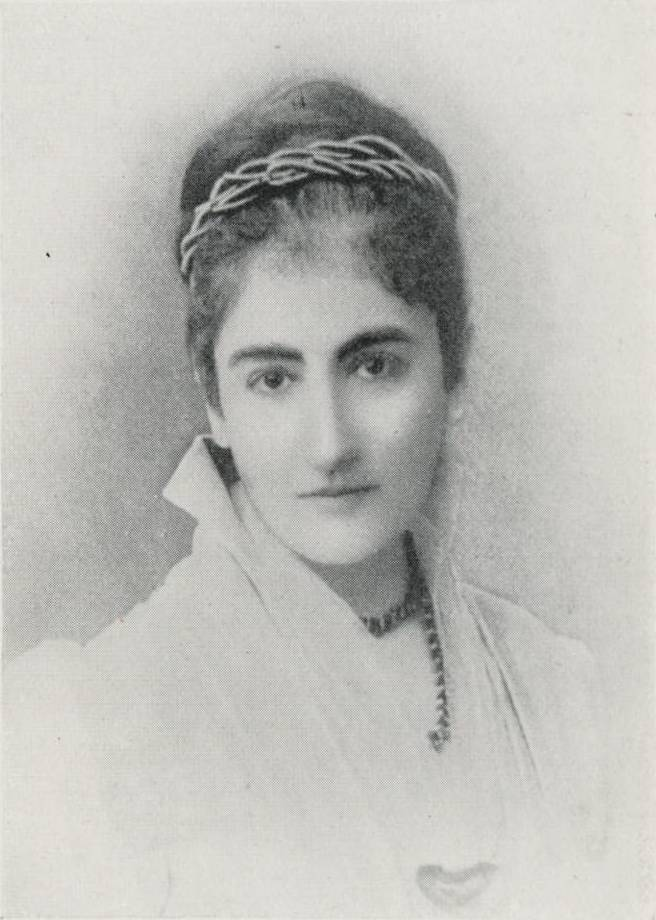
La princesse Nazli Fazl en 1906.

À sa mort, Constance Quéniaux possédait une peinture de Courbet  qu'elle peut avoir reçu de Khalil-Bey ou de Courbet lui-même.
Khalil-Bey reprend la carrière diplomatique en 1868 comme ambassadeur à Vienne. De retour à Constantinople, il épouse en 1872 la princesse Nazli Fazl, appartenant à la dynastie de Méhémet Ali et une des premières femmes à tenir un salon littéraire dans le monde arabe.
En 1877, il retourne à Paris comme ambassadeur pendant quelques mois mais il est relevé de son poste en septembre de cette année. Il meurt à Constantinople le 12 janvier 1879.

## Collection

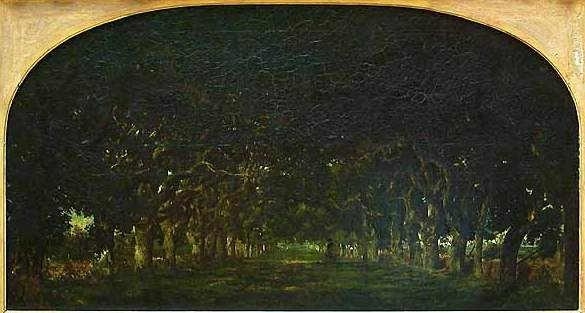
Théodore Rousseau, L'Allée des châtaigniers, vers 1837-1840, Paris, musée du Louvre.

- L’Origine du monde de Courbet (1866), commande de Khalil-Bey à l’artiste, Paris, musée d’Orsay.
- Le Sommeil de Courbet (1866), commande de Khalil-Bey, musée du Petit Palais à Paris.
- L'Assassinat de l'évêque de Liège d’Eugène Delacroix (1830), Paris, musée du Louvre.
- Le Bain turc de Jean-Auguste-Dominique Ingres (1862), Paris, musée du Louvre.
- L’Allée des châtaigniers de Théodore Rousseau (vers 1837-1840), Paris, musée du Louvre.

## Galerie

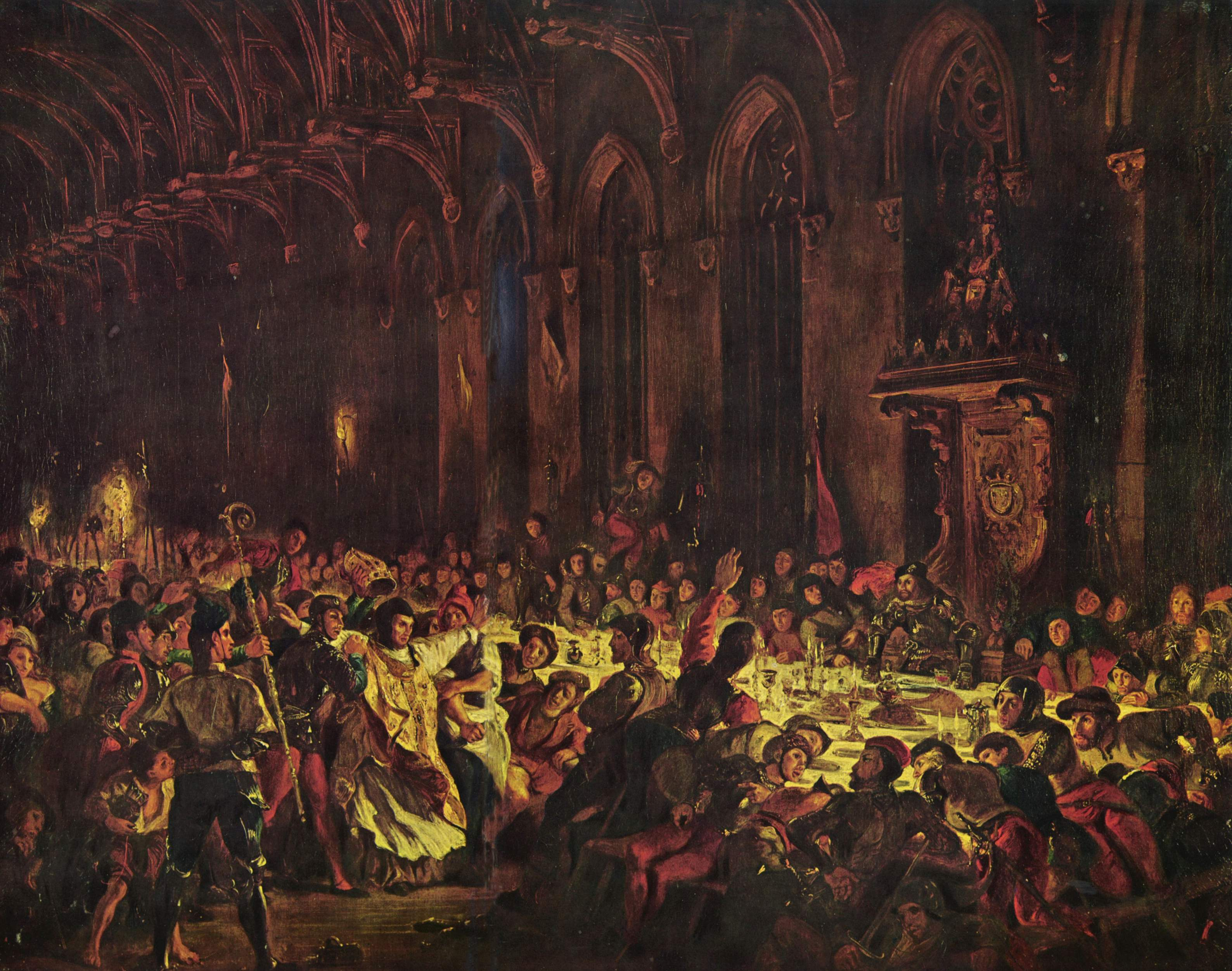
Delacroix, L’Assassinat de l’évêque de Liège, 1830, Paris, musée du Louvre.
Ingres, Le Bain turc, 1862, Paris, musée du Louvre.
Courbet, L’Origine du monde, 1866, Paris, musée d'Orsay.
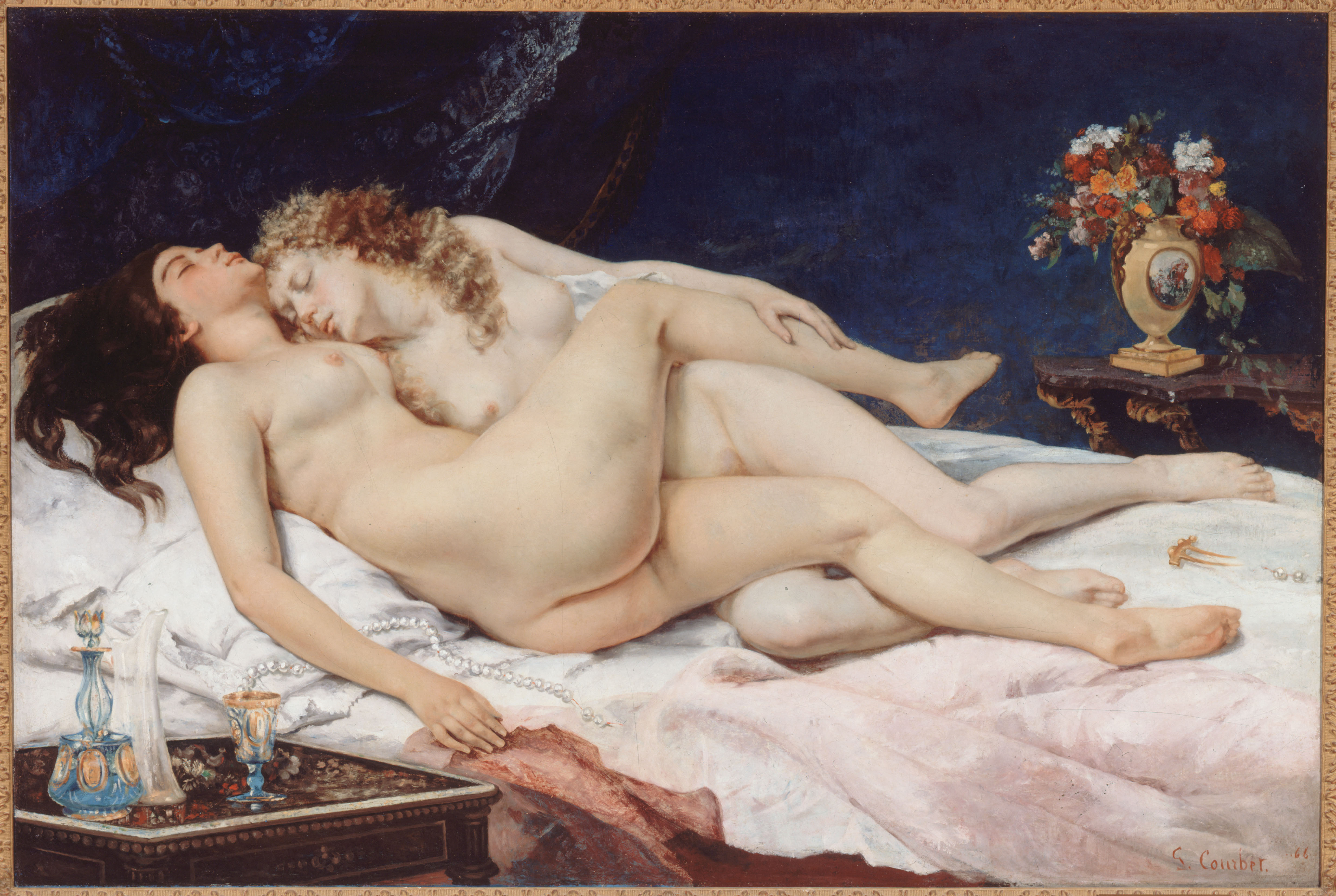
Courbet, Le Sommeil, 1866, Paris, musée du Petit Palais.